# Gelegenheit
Eine Gelegenheit bezeichnet die Möglichkeit, ein bestimmtes Ereignis wahrzunehmen, das unter anderen Umständen oder zu anderen Zeitpunkten mit Nachteilen verbunden oder gar nicht mehr wahrnehmbar ist. Typisch bei diesem Begriff ist der seltene Charakter, den das in Kontext beschriebene Ereignis mit sich bringt.
Eine geläufige Redewendung lautet „Die Gelegenheit ist günstig“, was den einmaligen oder seltenen Augenblick des angepeilten Ereignisses weiter hervorhebt und somit häufig in der Werbebranche Verwendung findet.

## Andere Verwendungen
Als "Gelegenheit" wird teilweise auch die Möglichkeit einer Toilette (meist in der Öffentlichkeit) benannt.